# Nadine Kåmark
Nadine Kåmark es una deportista sueca que compite en ciclismo en la modalidad de trials, ganadora de una medalla de plata en el Campeonato Mundial de Ciclismo Urbano de 2017, en la prueba de 20″/26″.

## Palmarés internacional
| Campeonato Mundial | Campeonato Mundial | Campeonato Mundial | Campeonato Mundial |
| Año                | Lugar              | Medalla            | Competición        |
| ------------------ | ------------------ | ------------------ | ------------------ |
| 2017               | Chengdu ( China)   | Medalla de plata   | Trials 20″/26″     |